# 록스타 어드밴스드 게임 엔진
록스타 어드밴스드 게임 엔진(영어: Rockstar Advanced Game Engine, RAGE)는 비디오 게임 개발사 록스타 게임즈 산하 스튜디오인 록스타 샌디에이고 소속 RAGE 테크놀로지 그룹과 다른 록스타 게임즈의 스튜디오들이 참여해서 개발한 게임 엔진이다.

## RAGE가 사용된 게임
| 출시 년도 | 게임 이름                                     |
| --------- | --------------------------------------------- |
| 2008      | 그랜드 테프트 오토 IV                         |
| 2008      | 미드나이트 클럽: 로스 엔젤레스                |
| 2009      | 그랜드 테프트 오토: 에피소드 프롬 리버티 시티 |
| 2010      | 레드 데드 리뎀션                              |
| 2010      | 레드 데드 리뎀션: 언데드 나이트메어           |
| 2012      | 맥스 페인 3                                   |
| 2013      | 그랜드 테프트 오토 V                          |
| 2018      | 레드 데드 리뎀션 2                            |